# Ghanzi
Ghanzi är en ort i västra Botswana, och är den administrativa huvudorten för distriktet Ghanzi. Den har 10 200 invånare (2006).